# Michelle Andrews
Michelle Andrews (Newcastle, 18 september 1971) is een Australisch hockeyster. 
In 1994 en 1998 werd Andrews wereldkampioen in het Ierse Dublin.
Andrews werd in 1996 in het Amerikaanse Atlanta olympisch kampioen.

## Erelijst
- 1993 -  Champions Trophy Amstelveen
- 1994 –  Wereldkampioenschap in Dublin
- 1995 –  Champions Trophy in Mar del Plata
- 1996 –  Olympische Spelen in Atlanta
- 1997 –  Champions Trophy in Berlijn
- 1999 –  Champions Trophy in Brisbane